# Bruno Drews
Bruno Karl Lebrecht Drews (* 16. Juli 1898 in Bütow; † 26. April 1969 in Locarno) war ein deutscher Gärungswissenschaftler und Hochschullehrer.

## Leben
Drews verbrachte Kindheit und Jugend in Stettin, wo er das Humanistische Gymnasium erfolgreich absolvierte.
Während des Ersten Weltkriegs erlitt er schwere Verletzungen.
Von 1919 bis 1922 studierte er an der Universität Berlin. 1922 promovierte er bei Arthur Binz und arbeitete drei Jahre lang als dessen Assistent. 1925 erhielt er eine Anstellung am Institut für Gärungsgewerbe und Stärkefabrikation, wo er insbesondere an der Versuchs- und Lehranstalt für Spiritusfabrikation in der Forschung und Beratung tätig war. Einige Jahre später wurde er Leiter des Forschungsinstituts für Technologie der Brennerei sowie des Forschungsinstituts für Backhefefragen.
Nach der Habilitation 1936 erhielt er die Dozentur für „Technologie des Gärungsgewerbes“; ab 1939 war er Privatdozent, ab 1943 außerplanmäßiger Professor und ab 1946 ordentlicher Professor auf dem Lehrstuhl für Gärungsgewerbe der Universität Berlin und Wissenschaftlicher Direktor des Instituts für Gärungsgewerbe sowie wissenschaftlicher Leiter der Versuchs- und Lehranstalt für Brauerei; ab 1951 war er ordentlicher Professor an der Technischen Universität Berlin. Im März 1968 wurde er emeritiert.
Drews verstarb während einer Erholungsreise an einem Herzschlag.
Schwerpunkt seiner Arbeit waren die technologischen Grundlagen des Gärungsgewerbes, insbesondere der Hefe- und Spirituosenfabrikation.

## Schriften
- Die Praxis des Brennereibetriebes auf wissenschaftlicher Grundlage. Berlin 1951
- Das Gerstenschleifmehl und seine Verarbeitung auf Spiritus. Berlin 1948
- Die Verarbeitung von Melasse in Kartoffel- und Getreidebrennereien. Berlin 1948
- Schweflige Säure als Antiseptikum in der Spiritusbrennerei. Berlin 1948
- Die Bedeutung der landwirtschaftlichen Kartoffelbrennerei. Berlin 1947
- Die Kartoffelschlempe und ihre zweckmäßige Verfütterung. Berlin 1947
- Die Verarbeitung von Melasse ohne Zumaischung anderer zucker- oder stärkemehlhaltiger Stoffe in Kartoffel- und Getreidebrennereien. Berlin 1947
- Über die Verarbeitung von Abfallprodukten der Maisvermahlung, insbesondere Maisschälkleie auf Spiritus. Berlin 1947
- Wert und Bedeutung der Getreideschlempe. Berlin 1947
- Die 48-stündige Gärung in landwirtschaftlichen Bremereien. Berlin 1946
- Zur Kenntnis der Hydrosulfaminderivate. Berlin, Phil. Diss., 1922

## Ehrungen
- 1957: Goldene Delbrück-Denkmünze
- 1962: Ehrendoktor der Hochschule für Bodenkultur in Wien
- 1964: Ehrenmitglied des Deutschen Braumeister- und Malzmeisterbundes
- 1967: Verdienstkreuz 1. Klasse der Bundesrepublik Deutschland
- 1968: Ehrenmitgliedschaft der VLB[3]